# موتاسن
موتاسن (به آلمانی: Mauthausen) یک منطقهٔ مسکونی در اتریش است که در Perg District واقع شده‌است. موتاسن ۱۴٫۰۳ کیلومتر مربع مساحت دارد ۲۶۵ متر بالاتر از سطح دریا واقع شده‌است.

## خواهرخوانده
شهرهای کوگولو دل چنجیو و پراخاتیتسه خواهرخوانده‌های موتاسن هستند.